# Torbay (U-Boot)
HMS Torbay (Kennung: N79) war ein U-Boot der britischen Royal Navy. Das Kriegsschiff wurde im Zweiten Weltkrieg eingesetzt und gehört zu den erfolgreichsten U-Booten der Royal Navy. Auf Befehl seines Kommandanten Anthony Miers (1906–1985), der für seine Erfolge das Victoria-Kreuz erhielt, wurden von seiner Besatzung in zwei Ereignissen 1941 schwimmende Schiffbrüchige von zuvor versenkten deutschen Schiffen im Wasser erschossen, was von der Wehrmacht-Untersuchungsstelle auf Grund von Aussagen Überlebender als Kriegsverbrechen der Alliierten registriert wurde.

## Einsatzgeschichte

### Eiserner Ring um Brest
Der erste Einsatz des am 14. Januar 1941 in Dienst gestellten U-Bootes führte im März 1941 in die Biskaya, wo die beiden von dem Unternehmen Berlin zurücklaufenden deutschen Schlachtschiffe Scharnhorst und Gneisenau abgefangen werden sollten. Die deutschen Großkampfschiffe konnten aber den britischen Belagerungsring unbeschadet durchbrechen. Nach der erfolglosen Operation wurde das U-Boot nach Gibraltar beordert.
Nach weiteren Patrouillen im Mittelmeer traf die Torbay am 13. Mai 1941 in Alexandria ein, wo sie der Ersten U-Boot-Flottille zugeteilt wurde.

### Erster Einsatz vor den Dardanellen
Am 28. Mai 1941 verließ das U-Boot die ägyptische Hafenstadt. Der Einsatz führte vor die Dardanellen. Durch dieses Gewässer verliefen die strategischen Versorgungslinien der Achsenmächte von den rumänischen Ölhäfen am Schwarzen Meer nach Südeuropa und Nordafrika.
Am 1. Juni 1941 versenkte die Torbay in der Ägäis eine griechische, unter deutscher Kontrolle stehende, Kaik mit dem Deckgeschütz und erreichte damit ihren ersten Kampferfolg. Das kleine Motorsegelschiff explodierte nach dem fünften Schuss, was vermuten lässt, dass es mit Sprengstoff oder Munition beladen war. Zwei Tage später wurde eine weitere Kaik versenkt.
Danach fuhr das U-Boot in den befohlenen Sektor vor den Dardanellen. Der Einsatz stellte sehr hohe technische Ansprüche. Die wechselnden Strömungen erforderten hohes navigatorisches Geschick. Viel problematischer waren die in diesem Seegebiet vorkommenden Wasserschichten mit unterschiedlicher Salinität und Temperatur, die beim Ab- und Auftauchen das Austarieren der Ballasttanks erschwerten, weshalb Kommandant Anthony Miers nie tiefer als 25 m abtauchen ließ. Außerdem war Miers der Ansicht, dass der Druckkörper von U-Booten einer Wasserbombe in geringeren Tiefen, also bei niedrigerem Wasserdruck, besser widerstehen könnte als in größeren Tiefen, da der Außendruck im Falle eines Angriffes die Summe aus dem hydrostatischen Druck und der Detonationswelle des Sprengkörpers darstellt.
Ein weiterer Vorteil aus Miers’ Sicht war, dass man natürlich wesentlich schneller wieder auf Periskoptiefe gehen und den Angriff fortsetzen oder sogar einen Gegenangriff beginnen kann. Miers’ eigenwillige Taktik war letztlich erfolgreich, denn die unterschiedlichen Wasserschichten brachen und reflektierten den Schall, wodurch die akustischen Ortungsgeräte der italienischen und deutschen U-Jäger auch flach tauchende U-Boote nur sehr ungenau auffassen konnten.
Die Torbay musste in der dicht befahrenen Wasserstraße viele neutrale Schiffe passieren lassen, bis sie am 6. Juni den vichy-französischen Tanker Alberta sichtete und mit Torpedos schwer beschädigte. Das manövrierunfähige und von der Besatzung verlassene Schiff wurde in der folgenden Nacht geentert, konnte aber nicht versenkt werden. Am Morgen des 10. Juni wurde derselbe Tanker, diesmal im Schlepptau eines Rettungsfahrzeuges, wiederentdeckt und erneut mit Torpedos und Granaten angegriffen. Das britische U-Boot brach aber den Angriff ab, weil es einem italienischen Zerstörer ausweichen musste. Am selben Vormittag wurde ein kleinerer italienischer Geleitzug mehrfach angegriffen. Der Tanker Giuseppina Ghirardi wurde versenkt. Die britischen Codeknacker im Bletchley Park hatten kurz zuvor den Schlüssel der italienischen Marine gebrochen, was möglicherweise einer der Gründe dafür war, dass Kommandant Miers über den Kurs des Konvois informiert war. Nach dem erfolgreichen Angriff ließ Miers die Heimfahrt antreten, während der eine weitere Kaik und ein Schoner versenkt wurden.

### Krieg gegen Kaiks
Die nächste Feindfahrt im Mittelmeer begann am 27. Juni 1941 und führte erneut in die Ägäis. An Bord befanden sich zwei Kommandosoldaten der kurz zuvor neugebildeten „Special Boat Section“. Am 2. Juli entdeckte die Torbay einen kleinen italienischen Konvoi und versenkte einen Frachter. Zwei Tage später wurden eine Kaik und ein Schoner mit Bordartillerie versenkt. Beide Segelschiffe fuhren unter deutscher Flagge und waren mit Truppen beladen. Nach dem Artillerieangriff ließ Kommandant Miers mit den beiden Lewis-Maschinengewehren auf die im Wasser treibenden Überlebenden schießen, bis er sicher war, dass niemand mehr lebt. Kommandant Miers notierte im Logbuch: „Alles und jeder wurde durch die eine oder Art von Geschützfeuer vernichtet.“
Innerhalb der vier folgenden Tage wurden ein italienisches U-Boot und ein weiterer Schoner versenkt. In den frühen Morgenstunden des 9. Juli 1941 entdeckte das U-Boot nördlich von Andikythira im hellen Mondlicht eine kleine, auf nördlichem Kurs fahrende Schiffsgruppe. Der Konvoi bestand aus vier Kaiks und einem Schoner. Die unbewaffneten Motorsegler waren mit Benzin, Munition und Lebensmitteln beladen. Außerdem befanden sich deutsche Gebirgsjäger, die auf dem Heimweg in den Fronturlaub waren, an Bord. Die Torbay tauchte auf und versenkte mit dem Deckgeschütz in kürzester Zeit eine Kaik, wobei deren gesamte Besatzung getötet wurde. Als das U-Boot sich dem nächsten Segelschiff zuwandte, sprang dessen Kapitän Fritz Ehlebracht (1919–2012) mit einem Teil der Besatzung von Bord, während der Rest die Hände hob und rief: „Kapitän ist ein Grieche! Wir ergeben uns!“ Da inzwischen die Munition zur Neige ging, ließ Kommandant Miers das Segelschiff entern. Das Enterkommando wurde von Corporal George Bremner, einem der beiden Kommando-Soldaten, angeführt. Bremner erschoss einen Deutschen, der versuchte eine Handgranate zu werfen. Ein weiterer deutscher Soldat wurde getötet, als er sein Gewehr hob. Bremner entwaffnete sieben Überlebende und nahm sie gefangen. Als er versuchte, sie zum U-Boot zu führen, fuhr Kommandant Miers ihn wütend an: „U-Boote machen niemals Gefangene!“ Infolge der Aussage des Kommandanten versuchte Bremner ein Rettungsfloß für die Kriegsgefangenen zu finden. Da er auf Deck keines fand, setzte er seine Suche unter Deck fort. Als Bremner wieder an Deck erschien, waren die Gefangenen verschwunden. Auf seine Nachfrage wurde ihm berichtet, dass sie im Wasser erschossen worden seien. Da die weiteren Aussagen der Zeugen und Beteiligten einander widersprechen, ist der weitere Verlauf der Ereignisse nicht restlos geklärt. Der in Sichtweite im Wasser treibende deutsche Kapitän Ehlebracht berichtete später, dass die Männer in ein Schlauchboot gestiegen und danach beschossen worden seien, wobei zwei getötet und drei weitere schwer verwundet worden seien. Laut der Aussage weiterer Besatzungsmitglieder der Torbay wurden die Männer über Bord gestoßen. Miers hätte befohlen, sie anschließend zu erschießen. Zwei britische Soldaten hätten den Befehl verweigert. Der Kommandant hätte seinen Tötungsbefehl erst durchsetzen können, als er einem weiteren britischen Matrosen mit der sofortigen Erschießung drohte. Laut Ehlebrachts Aussage umkreiste das U-Boot die im Wasser Treibenden zweimal, wobei sie mit einem Maschinengewehr beschossen worden seien, ließ dann aber von den Schiffbrüchigen ab, um die anderen Transportschiffe zu verfolgen. Ehlebracht und weitere deutsche Überlebende konnten sich an schwimmenden Trümmerteilen festhalten und wurden später gerettet. Nach diesen Vorgängen versenkte die Torbay noch zwei weitere Motorsegler des Konvois. Ein Transportschiff konnte entkommen. Nach der Versenkung eines italienischen Tankers kehrte das U-Boot zurück nach Ägypten.
Miers sah sich im Recht und hatte keinerlei Veranlassung, die Tötung der Kriegsgefangenen zu vertuschen, weshalb er im Logbuch notierte: „U-Boot losgemacht und mit dem Lewis-Maschinengewehr auf die Soldaten im Schlauchboot geschossen, um zu verhindern, dass sie ihr Schiff halten.“ Der Oberbefehlshaber der britischen Mittelmeerflotte Admiral Cunningham bemerkte: „Eine ausgezeichnet durchgeführte Patrouille. Lieutenant Commander Miers ist ein hervorragender kommandierender Offizier.“ Vorerst schien sich niemand an den Verstößen gegen die Haager Konvention und der in der britischen Marine seit Horatio Nelson traditionellen „Großzügigkeit im Sieg“ zu stören. Admiral Horten in London ignorierte die Vergehen nicht und äußerte: „Soweit ich weiß, hat der Feind bisher für gewöhnlich nicht auf im Wasser oder auf Rettungsflößen befindliche Personen geschossen, selbst wenn diese den Streitkräften angehörten. Nach den im Bericht der Torbay erwähnten Ereignissen könnte er sich dazu berechtigt fühlen.“ Horten war im Ersten Weltkrieg einer der erfahrensten und erfolgreichsten britischen U-Boot-Kommandanten. Infolge Hortens Einspruches befahl die Admiralität Miers, in Zukunft von derlei Aktionen abzusehen.

### Operation Flipper
Am 10. November 1941 verließ die Torbay gemeinsam mit ihrem Schwesterboot Talisman Alexandria. An Bord der beiden U-Boote befanden sich 59 Kommandos. Ziel des als Operation Flipper bezeichneten Spezialunternehmens war es, den Oberbefehlshaber des Deutschen Afrikakorps, General Erwin Rommel, gefangen zu nehmen. Das Geheimunternehmen diente der direkten Vorbereitung der als Operation Crusader bezeichneten britischen Gegenoffensive im November / Dezember 1941. Der Kommandotrupp wurde an der Küste der Kyrenaika abgesetzt. Der verlustreiche Angriff in der Nacht vom 17./18. November 1941 auf das vermeintliche feindliche Hauptquartier in Beda Littoria schlug fehl. Aufgrund eines Sturmes erreichten die Kommandosoldaten die U-Boote nicht wieder und gingen großteils in deutsche Gefangenschaft. Lediglich zwei Männer konnten sich durch die Wüste zu den britischen Linien durchschlagen.

### Weiterer Einsatz im Mittelmeer
Bis zum Sommer 1942 operierte das Boot im Mittelmeer und erreichte weitere Versenkungen von Transportschiffen der Achse. Im März 1942 folgte Miers einem feindlichen Konvoi bis in einen Hafen von Korfu und versenkte mehrere Schiffe. Für diese Operation erhielt Kommandant Miers das Victoria-Kreuz. Im Sommer fuhr die Torbay zur Überholung nach Großbritannien. Im Februar 1943 kehrte das U-Boot unter dem neuen Kommandanten Clutterbuck in das mediterrane Kriegsgebiet zurück, wo es bis Anfang 1944 eingesetzt wurde und weitere Versenkungen erreichen konnte.

### Asiatischer Kriegsschauplatz
Im Mai 1945 erreichte die Torbay unter dem neuen Kommandanten Lt. Norman den asiatischen Kriegsschauplatz, wo sie bis zum Kriegsende noch zwei japanische Segelschiffe und ein Küstenmotorschiff versenkte.

## Verbleib
Die Torbay wurde nach Kriegsende außer Dienst gestellt und am 19. Dezember 1945 zur Verschrottung verkauft. Das U-Boot wurde im März 1947 in Briton Ferry (Wales) verschrottet.

## Kommandanten
- Lt.Cdr. Anthony Cecil Capel Miers (12. November 1940 – 28. Oktober 1942)[14]
- Lt. Robert Julian Clutterbuck (28. Oktober 1942 – 2. Mai 1944)[15]
- Lt. Compton Patrick Norman (2. Mai 1944 – Oktober 1945)[16]

## Kampferfolge (Auswahl)
| Datum              | |
| ------------------ | --- |
| 1. Juni 1941       | In der Doro-Straße zwischen Andros und Euböa wurde ein griechisches Segelschiff mit Bordartillerie versenkt. |
| 3. Juni 1941       | Vor Mytilini wurde ein Segelschiff mit dem Deckgeschütz versenkt. |
| 6. Juni 1941       | Vor Kap Hellas wurde der vichy-französischen Tanker Alberta (6131 BRT) mit dem Bordgeschütz beschädigt. |
| 10. Juni 1941      | Vor den Dardanellen wurde ein italienischer Geleitzug drei Mal angegriffen. Der erste Angriff wurde 9:40 Uhr begonnen und führte zu keinem Erfolg. 10:43 Uhr wurde der zweite Angriff durchgeführt, wobei der Tanker Utilitas (5342 BRT) zwar getroffen wurde, der Zünder des Torpedos aber nicht auslöste. Beim dritten Angriff wurde 12:08 Uhr der Tanker Giuseppina Ghirardi (3319 BRT) acht Seemeilen vor Kap Hellas durch Torpedotreffer versenkt. |
| 11. Juni 1941      | 15 Seemeilen südlich von Mytilini wurde ein griechischer Frachtsegler gerammt und versenkt. |
| 12. Juni 1941      | Nordwestlich von Skyros bei 39° 10′ N, 25° 20′ O wurde das italienische Segelschiff Gesu E Maria (238 BRT) mit dem Deckgeschütz versenkt. |
| 30. Juni 1941      | Vor Kap Malea wurde ein Segelschiff mit Bordartillerie versenkt. |
| 2. Juli 1941       | Nordwestlich von Kea bei 37° 41′ N, 24° 15′ O wurde ein kleiner italienischer Konvoi angegriffen. Der Transporter Citta di Tripoli (2933 BRT) wurde versenkt. Das zweite Transportschiff konnte den Torpedos ausweichen. |
| 4. Juli 1941       | In der Doro-Straße wurden zwei deutsche Segelschiffe mit dem Deckgeschütz versenkt. Kommandant Anthony Miers ließ die im Wasser treibenden Schiffbrüchigen erschießen. |
| 5. Juli 1941       | Südlich von Mykonos bei 37° 21′ N, 25° 20′ O wurde das italienische U-Boot Jantina (599 ts) torpediert und versenkt. |
| 8. Juli 1941       | Östlich von Kythira wurde der deutsche Schoner L XIV mit dem Deckgeschütz versenkt. |
| 9. Juli 1941       | 10 Seemeilen nördlich von Andikythira wurden die deutschen Segelschiffe L V, L VI und L XII versenkt. Die Schiffe wurden teilweise geentert und mit Sprengladungen zerstört. Kommandant Miers befahl die Erschießung der Kriegsgefangenen. Wenige Stunden später wurde bei 37° 30′ N, 24° 16′ O der italienische Tanker Strombo (5232 BRT) torpediert. Der Tanker wurde am 23. August 1941 zum Totalverlust erklärt. |
| 12. August 1941    | Vier Seemeilen westlich von Bengasi wurde ein italienischer Geleitzug mit vier Torpedos angegriffen, die die Transportschiffe Bosforo (3648 BRT) und Iseo (2366 BRT) verfehlten. Das U-Boot wurde danach von dem Torpedoboot Partenope mit Wasserbomben angegriffen. |
| 16. August 1941    | Vor Kap Tenaro wurde das Segelschiff Evangelista (28 BRT) mit Sprengladungen versenkt. |
| 10. September 1941 | Im Hafen von Iraklio wurde der deutschen Frachter Norburg (2392 BRT) torpediert. Das Schiff lief auf Grund, wurde aber später wieder repariert. |
| 11. Dezember 1941  | Nordwestlich der Souda-Bucht (Kreta) wurde das griechische Segelschiff Sofia (800 BRT) mit dem Deckgeschütz versenkt. |
| 12. Dezember 1941  | Nordwestlich der Souda-Bucht wurde das griechische Segelschiff P III mit dem Deckgeschütz versenkt. |
| 15. Dezember 1941  | Vor Kap Methene wurden drei griechische Segelschiffe mit Bordartillerie versenkt. |
| 22. Dezember 1941  | Vor Kap Methene wurde ein griechisches Segelschiff mit Bordartillerie versenkt. |
| 23. Dezember 1941  | Im Hafen von Pylos wurde der auf Grund liegenden Zerstörer Aviere (1645 ts) torpediert. Das italienische Kriegsschiff war schon am 19. November 1941 von dem polnischen U-Boot Sokół getroffen und beschädigt worden. Die Aviere wurde anschließend repariert, am 17. Dezember 1942 aber vor Biserta (Tunesien) von der Splendid versenkt. |
| 27. Februar 1942   | 15 Seemeilen südlich von Antipaxe (Korfu) wurde das italienische Transportschiff Lido (1243 BRT) mit Torpedos versenkt. |
| 5. März 1942       | Vor Korfu wurde das italienische Transportschiff Maddalena G. (5212 BRT) torpediert und versenkt. |
| 9. April 1942      | Vor Patras wurde das italienische Hilfs-Patrouillenboot R113 / Avanguardista (34 BRT) mit dem Deckgeschütz versenkt. |
| 11. April 1942     | Nordwestlich von Korfu wurde das italienische Segelschiff Gesu Crocifisso (137 BRT) mit dem Bordgeschütz versenkt. |
| 18. April 1942     | 50 Seemeilen ost-süd-östlich von Capo Colonna bei 38° 52′ N, 18° 15′ O wurde der deutsche Militär-Transporter Bellona (1297 BRT) torpediert und versenkt. |
| 19. April 1942     | Nördlich von Kreta bei 36° 36′ N, 24° 15′ O wurde der deutsche Hilfs-U-Jäger 19 V 2 / Delpa II (170 BRT) mit dem Deckgeschütz versenkt. |
| 11. Februar 1943   | Vor Kap Oropesa wurde das dänische Handelsschiff Grete (1563 BRT) versenkt. |
| 25. Februar 1943   | Vor Ajaccio wurde der italienischen Hilfsminensucher Monte Argentario (80 BRT) mit dem Deckgeschütz beschädigt. |
| 26. Februar 1943   | Vor Sanremo wurde der spanische Frachter Juan de Astigarraga (3561 BRT) torpediert und versenkt. Am selben Tag wurde 30 Seemeilen südlich von Kap Mele bei 43° 27′ N, 8° 8′ O der französische Frachter Oasis (1327 BRT) versenkt. |
| 27. Februar 1943   | 35 Seemeilen südwestlich von La Spezia bei 43° 37′ N, 9° 25′ O wurde das italienische Hilfspatrouillenboot V 276 / Baicin (173 BRT) mit Bordartillerie versenkt. |
| 28. Februar 1943   | Vor Portofino wurde das italienische Transportschiff Ischia (5101 BRT) mit Torpedos versenkt. |
| 3. März 1943       | Vor Milazzo wurde das italienische Segelschiff Gesù Giuseppe E Maria (64 BRT) mit dem Bordgeschütz versenkt. |
| 28. März 1943      | Vor Kap Scalea (Italien) bei 39° 5′ N, 15° 46′ O wurde der französische Frachter Lillios (3680 BRT) torpediert und versenkt. |
| 1. April 1943      | Vor Punta Licosa bei 40° 15′ N, 14° 54′ O wurde das italienische Fischfangfahrzeug Madonna di Porto Salvo (21 BRT) mit dem Deckgeschütz versenkt. |
| 17. Juli 1943      | Fünf Seemeilen westlich von Civitavecchia wurde das italienische Segelschiff Pozzalo (127 BRT) versenkt. |
| 18. Juli 1943      | Südöstlich der Insel Giglio wurde das italienische Hilfspatrouillenboot V 90 / San Girolamo (109 BRT) mit dem Deckgeschütz versenkt. |
| 23. Juli 1943      | Vor Civitavecchia bei 42° 4′ N, 11° 47′ O wurde das italienische Schiff Aderno (2609 BRT, ex britisch Ardeola) torpediert und versenkt. |
| 31. August 1943    | 15 Seemeilen westlich von Kos wurde das italienische Segelschiff Columbo (15 BRT) mit dem Deckgeschütz versenkt. |
| 2. September 1943  | Vor Paros bei 37° 11′ N, 25° 20′ O wurde der italienische Transporter Versilia (591 BRT) torpediert und versenkt. |
| 15. Oktober 1943   | Vor Kalymnos wurden der italienischen Frachter Tarquinia (749 BRT) mit Torpedos und vor Leros ein griechisches Fischfangfahrzeug mit dem Deckgeschütz versenkt. Nach diesen Angriffen wurde das U-Boot von dem deutschen U-Jäger GA 45 mit fünf Wasserbomben angegriffen. Kommandant Clutterbuck ließ die Torbay auftauchen, um den Angreifer mit Artillerie anzugreifen, was aber misslingt, da auch das deutsche Schiff sein Bordgeschütz zum Einsatz brachte. |
| 16. Oktober 1943   | Östlich von Naxos bei 36° 59′ N, 26° 10′ O wurden der deutsche Truppentransporter Kari (1925 BRT) und der italienische Transporter Trapani (1855 BRT) torpediert. 180 deutsche Soldaten auf der Kari starben, während 320 gerettet wurden. Die Kari (ex franz. Ste. Collette, ex norweg. Kari) wurde versenkt, die Trapani beschädigt. Die Trapani war schon in der Vornacht von dem britischen Zerstörer Hursley und dem griechischen Geleitzerstörer Miaoulis angegriffen und beschädigt worden. Das Schiff wurde in der folgenden Nacht von den britischen Zerstörern Penn und Jervis versenkt. |
| 21. November 1943  | Westlich von Psathoura bei 39° 30′ N, 24° 10′ O wurde ein griechisches Segelschiff versenkt. |
| 22. November 1943  | Nördlich von Skiathos bei 39° 24′ N, 23° 24′ O wurde ein deutsches Schwimmdock torpediert und versenkt. |
| 27. November 1943  | Vor Karlovasi bei 37° 47′ N, 26° 38′ O wurde der deutsche Truppentransporter Palma (2609 BRT) torpediert und versenkt. |
| 31. Januar 1944    | Südlich von Limnos wurde ein griechisches Segelschiff mit dem Deckgeschütz versenkt. |
| 16. März 1945      | Vor der Westküste Siams wurde ein japanisches Küstenmotorschiff mit dem Deckgeschütz beschädigt. |
| 24. Juni 1945      | Vor Sabang (Niederländisch Ostindien) wurde ein japanisches Küstenmotorschiff mit dem Deckgeschütz versenkt. |
| 30. Juni 1945      | In der Straße von Malakka wurden zwei japanische Segelschiffe mit Sprengladungen versenkt. |